# Moshe Leiser und Patrice Caurier
Moshe Leiser (geboren 1956 in Antwerpen) und Patrice Caurier (geboren 1954 in Paris) sind zwei Opernregisseure, die seit 1982 ausschließlich zu zweit arbeiten. Sie inszenieren an  Opernhäusern in Westeuropa und Österreich.

## Leben und Werk

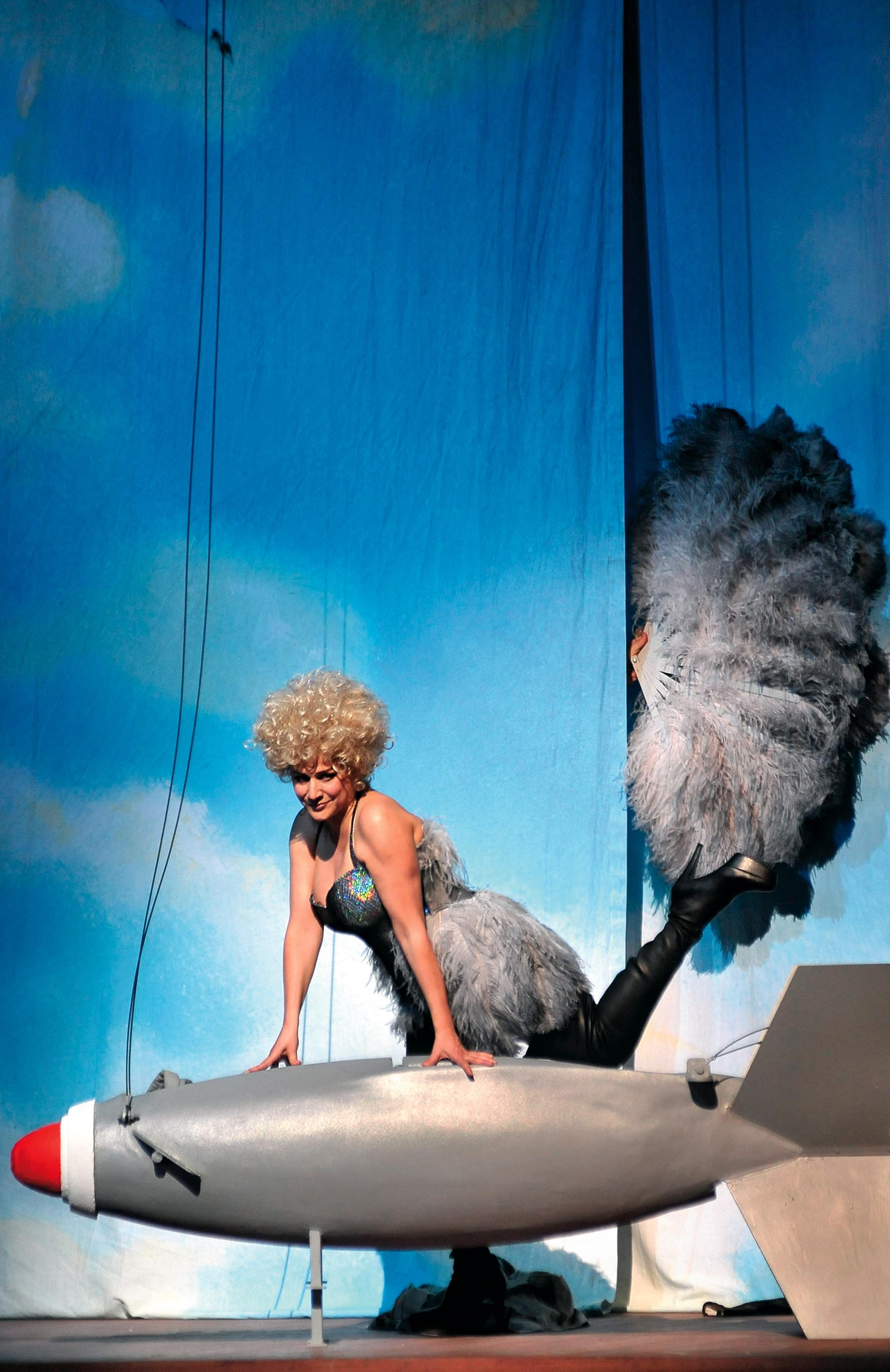
Giulio Cesare in Egitto mit Cecilia Bartoli, Salzburger Festspiele 2012

Die Zusammenarbeit der beiden Regisseure begann 1983 an der Opéra de Lyon mit einer Oper – A Midsummer Night's Dream – deren Entstehung ebenfalls einem Männer-Paar zu danken ist: Benjamin Britten und Peter Pears adaptierten gemeinsam Shakespeares Theatertext und schrieben das Libretto, Britten komponierte und dirigierte, Pears sang erst Flute und Thisbe, später Lysander. Seit dieser Premiere leben und arbeiten Leiser und Caurier ohne Unterbrechung zusammen. Jasper Rees schrieb über diese mehr als 30-jährige Zusammenarbeit, sie seien „das Äquivalent zu Gilbert and George in der Oper“.
Lange Zeit war das belgisch-französische Regie-Duo ausschließlich in der französischen Provinz und der französischen Schweiz tätig, fallweise auch beim Spoleto Festival USA in South Carolina und an der Welsh National Opera. 1999 übernahm die beiden die Regie von A Midsummer Night's Dream an der Opera North von Leeds. Es folgte 2001 die Einladung ans Royal Opera House Covent Garden in London, wo Leiser/Caurier nach wie vor tätig sind. Der damalige Zürcher Intendant Alexander Pereira verpflichtete das Regie-Duo schließlich 2008 erstmals im deutschsprachigen Raum. In Zürich arbeiteten die zwei Regisseure eng und produktiv mit Cecilia Bartoli zusammen. 2012 holten die Bartoli und Pereira – beide nunmehr in Führungsfunktionen in Salzburg – die beiden Regisseure zu den Salzburger Pfingstfestspielen. Wenige Monate später folgten die Bregenzer Festspiele, 2013 das Theater an der Wien und danach die Wiener Staatsoper.
Leiser/Caurier arbeiten durchgehend mit demselben Ausstattungsteam – dem Bühnenbildner Christian Fenouillat, dem Kostümbildner Agostino Cavalca und dem Lichtdesigner Christophe Forey. Mehrere ihrer Produktionen erschienen auf DVD.
An der Mailänder Scala beschimpfte Leiser 2015 nach einer Premiere den Dirigenten Riccardo Chailly mit Kraftausdrücken, was von der internationalen Presse als Indiz für die Kluft zwischen szenischer und musikalischer Interpretation gewertet wurde.

## Stil
Leiser/Caurier versuchen, durch zeitgemäße Mimik und Gestik selbst gegenwartsferne Sujets dem Publikum nahezubringen. Zu unterscheiden sind  einerseits ihre  Umsetzungen von komischen Opern, die keine Scheu vor Slapstick und 
Effekt zeigen,  präzise gearbeitet sind und sogar banale Plots in schlüssige Erzählungen verwandeln. Andererseits verdichten sie tragische Verläufe, beispielsweise durch die Verlagerung des Ring des Nibelungen in die Periode des Nachkriegs-Deutschlands – oder der Norma in die Mussolini-Ära.

## Regiearbeiten (Auswahl)
- Opéra de Lyon: A Midsummer Night's Dream (1983)  – L’enfant et les sortilèges (1988/89) – Dialogues des Carmélites (1989/90) – Ariane et Barbe-Bleue  (1998/99) – Die Verlobung im Kloster (2000/01) – Lucia di Lammermoor (2002)
- Spoleto Festival USA, Charleston SC: Salome (1987) – Rusalka (1988) – L’incoronazione di Poppea (1991) – Wozzeck (1997) – Jenufa (1998) – Iphigénie en Tauride (2000) – Aufstieg und Fall der Stadt Mahagonny (2007) – Die Zauberflöte (2011)
- Berlioz Festival, Lyon: Les Troyens (1987) – Benvenuto Cellini
- Welsh National Opera: Iphigénie en Tauride (1992) – Carmen (1997) – Mazeppa (2005 oder 2006) – Leonore  Fidelio, Orpheus and Eurydice, Eugen Onegin
- Scottish Opera: La Belle Hélène (1995)  – Carmen
- Grand Théâtre de Genève: Wozzeck – Hamlet (1996) – Pelléas et Mélisande – Der Rosenkavalier – Der Ring des Nibelungen – Don Carlo
- Opera North, Leeds: A Midsummer Night's Dream (1999)
- Royal Opera House Covent Garden, London: La Cenerentola (2001) – Madama Butterfly (2003) – Hamlet (Übernahme aus Genève, 2003) – Hänsel und Gretel (2008) – Il barbiere di Siviglia (2009) – Il turco in Italia (2010) – Maria Stuarda (2014)
- Mariinski-Theater, St. Petersburg: Eugen Onegin (2002)
- Gran Teatre del Liceu, Barcelona: Hamlet (Übernahme aus Genève, 2003) – Madama Butterfly
- Theater Basel: Die Liebe zu den drei Orangen (2006/07)
- Theater an der Wien: Eugen Onegin (Gastspiel des Mariinski, 2007) – Le comte Ory (Übernahme aus Zürich, 2013) – Paisiellos Il barbiere di Siviglia (2015)
- Opernhaus Zürich: Clari (Oper) (SE, 2008) –  Mosè in Egitto (2009) – Gesualdo (U, 2010) – Le comte Ory (2011) – Rossinis Otello (2012, auch Vlaamse Opera, Salzburger Pfingstfestspiele und Théâtre des Champs-Élysées, Paris)
- Königliche Oper Kopenhagen: Il turco in Italia (2009)
- Metropolitan Opera, New York: Hamlet (Übernahme aus Genève, 2010)
- Angers Nantes Opéra: Falstaff (2011) – Herzog Blaubarts Burg (2011) – Il cappello di paglia di Firenze (2012) – Die Zauberflöte (2014) – Jenůfa, Tosca
- Salzburger Pfingstfestspiele und Salzburger Festspiele: Giulio Cesare in Egitto (2012) – Norma (2013) – Iphigénie en Tauride (2015)
- Bregenzer Festspiele: Solaris (U 2012)
- Opéra de Lille: Jenůfa (2013)
- Wiener Staatsoper: Die Zauberflöte (2013)
- Teatro alla Scala, Mailand: Giovanna d’Arco (2015)
- Festspielhaus Baden-Baden: Pique Dame (2022)

U = Uraufführung, SE = Schweizer Erstaufführung. Die Reihung der Opernhäuser erfolgte chronologisch nach der ersten Regiearbeit am jeweiligen Haus. Die Daten der Premieren sind noch nicht vollständig verifiziert, fallweise können die Produktionen bereits in Vorjahren zu sehen gewesen sein.

## Auszeichnungen
- 1994: FIPA d’Or, Cannes Film Festival – für L’enfant et les sortilèges
- 2006: BAFTA award  – für Mazeppa (Welsh National Opera)
- 2012: Prix de la Critique – für Jenůfa (Angers, Nantes 201X)
- 2014: International Opera Awards, Best New Production Award – für Norma (Salzburg 2013)

## Zitate
„Leute denken, dass der Regisseur verantwortlich ist für das, was man sieht, und der Dirigent für das, was man hört. Ich denke, das ist Unsinn. In Wirklichkeit ist es der Regisseur, der die Existenz der Musik ermöglicht, und der Dirigent, der das Spiel ermöglicht. Wenn wir das nicht erreichen, dann gibt's keine Oper.“

„Im gesellschaftlichen Normalisierungsprozess verlieren wir Jugend und die Möglichkeit, von Poesie total vereinnahmt zu sein. Deshalb ist die Zauberflöte so großartig, weil sie das erzählt – mit einem Märchen, das so viele Aspekte des Lebens berührt.“

„Ich verbreite Furcht und Schrecken. Patrice saniert das dann wieder.“

Übersetzungen der englischen Zitate von Christian Michelides.